# Рочко, Виталий Наумович
Виталий Наумович Рочко, родившийся в 1923 году в Москве, журналист и поэт, а также автор книги «С верой по жизни: записки старого москвича», иллюстрированной биографии Андрея Дмитриевича Сахарова и целого ряда журнальных и газетных статей. Инвалид войны, участник прорыва блокады Ленинграда в 1943 году. Заслуженный работник культуры РСФСР (1974), лауреат премии московских журналистов. 
С января 1965 года в течение 20 лет возглавлял устный журнал «Журналист» в Центральном доме журналиста. Его песни «Еврейское застолье» и «Аидишер татэ» включил в свою концертную программу артист московского еврейского театра «Шалом» Евгений Валевич. Занял 2-е место на Третьем Общемосковском конкурсе патриотической авторской песни в 2006 году за песню «Мне радостно с тобой», посвященную его супруге Вере Самуиловне Рочко (урожденной Дейч), с которой он в браке более 60 лет.